# Мейсін
Мейсін (кит. 美兴镇, пін. Mĕixīng Zhèn) — містечко у КНР, адміністративний центр повіту Сяоцзінь на півдні Нгава-Тибетсько-Цянської автономної префектури.

## Географія
Мейсін розташовується у східній частині регіону Кхам.

### Клімат
Містечко знаходиться у зоні, котра характеризується океанічним кліматом субтропічних нагір'їв. Найтепліший місяць — липень із середньою температурою 21.1 °C (70 °F). Найхолодніший місяць — січень, із середньою температурою 2.8 °С (37 °F).
| Клімат Мейсіна          | Клімат Мейсіна | Клімат Мейсіна | Клімат Мейсіна | Клімат Мейсіна | Клімат Мейсіна | Клімат Мейсіна | Клімат Мейсіна | Клімат Мейсіна | Клімат Мейсіна | Клімат Мейсіна | Клімат Мейсіна | Клімат Мейсіна | Клімат Мейсіна |
| Показник                | Січ.           | Лют.           | Бер.           | Квіт.          | Трав.          | Черв.          | Лип.           | Серп.          | Вер.           | Жовт.          | Лист.          | Груд.          | Рік            |
| Абсолютний максимум, °C | 20             | 22             | 31             | 31             | 33             | 33             | 36             | 33             | 32             | 30             | 22             | 17             | 36             |
| Середній максимум, °C   | 11             | 12             | 19             | 22             | 23             | 25             | 28             | 27             | 24             | 20             | 16             | 11             | 20             |
| Середня температура, °C | 3              | 5              | 11             | 14             | 16             | 18             | 21             | 20             | 17             | 13             | 8              | 4              | 13             |
| Середній мінімум, °C    | −5             | −1             | 3              | 6              | 10             | 12             | 14             | 14             | 11             | 6              | 1              | −3             | 6              |
| Абсолютний мінімум, °C  | −12            | −10            | −6             | −1             | 2              | 7              | 6              | 7              | 3              | −2             | −5             | −8             | −12            |
| Вологість повітря, %    | 40             | 42             | 38             | 43             | 52             | 60             | 61             | 58             | 61             | 59             | 49             | 45             | 51             |
| ----------------------- | -------------- | -------------- | -------------- | -------------- | -------------- | -------------- | -------------- | -------------- | -------------- | -------------- | -------------- | -------------- | -------------- |
| Джерело: Weatherbase    |                |                |                |                |                |                |                |                |                |                |                |                |                |